# Saint-Martin-de-Castillon
Saint-Martin-de-Castillon ist eine französische Gemeinde mit 695 Einwohnern (Stand 1. Januar 2022) im Département Vaucluse in der Region Provence-Alpes-Côte d’Azur. Sie gehört zum Kanton Apt im Arrondissement Apt.

## Geographie
Saint-Martin-de-Castillon liegt im Südosten des Départements Vaucluse, etwa neun Kilometer östlich der Stadt Apt. Nachbargemeinden sind Viens im Nordosten, Caseneuve, Saignon und Castellet-en-Luberon im Westen, sowie Cabrières-d’Aigues, La Motte-d’Aigues und Peypin-d’Aigues im Süden. Ein Teil der östlichen Grenze wird von der Gemeinde Céreste im Département Alpes-de-Haute-Provence gebildet.
Die Gemeinde gehört zum Luberon-Regionalpark. Der südliche Teil wird vom Tal des Calavon und der Nordflanke des Grand Luberon eingenommen, die vor allem von Buchen und Weißeichen bewachsen wird.

## Verkehr
Wichtigste Verkehrsstraße durch die Gemeinde ist die Route départementale D900 (ehemals N100). Sie führt auf west-östlicher Achse von Apt nach Céreste im Département Alpes-de-Haute-Provence.

## Geschichte
Der Name der Gemeinde taucht zum ersten Mal im Jahr 835 als Abbatia S. Martini auf. Bereits im 6. Jahrhundert hatte sich auf dem Gebiet ein Benediktiner-Kloster niedergelassen.
Das ursprüngliche Dorf Castillon, das sich etwa zwei Kilometer entfernt vom jetzigen Dorf befand, wurde 1540 während der Hugenottenkriege zerstört. Die Siedlung wurde auf dem Gelände der ehemaligen Abtei St-Martin wieder aufgebaut und erhielt im 17. Jahrhundert den Namen Saint-Martin-de-Castillon. Danach stand sie unter der Herrschaft des Bistums von Apt und der Adelsfamilie Pontevès aus Buoux. Von 1724 bis zur Französischen Revolution gehörte sie der Baronsfamilie von Piguet.
Während der Revolution 1790 wählten die Einwohner für ihre Gemeinde den Namen Luberon-la-Montagne. Drei Jahre später entschied man sich jedoch wieder für die heutige Bezeichnung.

### Einwohnerentwicklung
Die Bevölkerungszahl von Saint-Martin-de-Castillon war Anfang des 19. Jahrhunderts ungefähr doppelt so hoch wie heute und erreichte im Jahr 1836 mit 1625 Einwohnern ihren Höchststand. Die zunehmende Landflucht als Folge der Industrialisierung sorgte bis Mitte des 20. Jahrhunderts für einen stetigen Rückgang bis auf 365 Einwohner im Jahr 1954 und konnte danach wieder leicht zulegen.
| Jahr      | 1962 | 1968 | 1975 | 1982 | 1990 | 1999 | 2006 | 2008 | 2018 |
| --------- | ---- | ---- | ---- | ---- | ---- | ---- | ---- | ---- | ---- |
| Einwohner | 380  | 387  | 449  | 528  | 526  | 563  | 739  | 734  | 755  |

## Sehenswürdigkeiten
- Oppidum Courennes

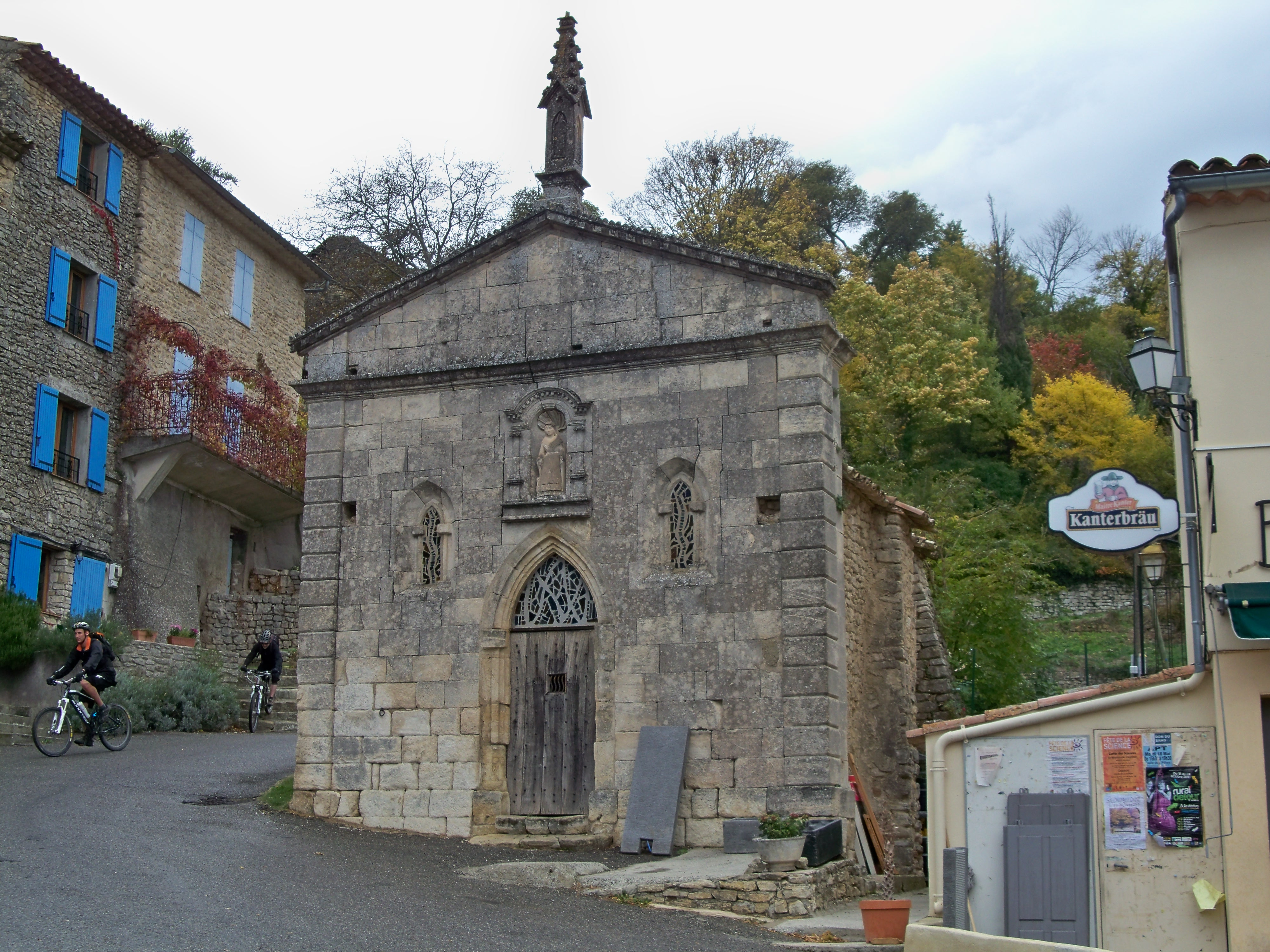
Kapelle Notre-Dame-d’Espérance

- Überreste eines römischen Minerva-Altars
- Überreste der Stadtmauer
- Ruinen vom mittelalterlichen Dorf und der Burg Agoult (11. Jahrhundert)
- Borien
- Romanische Pfarrkirche, 1820 überarbeitet
- Kapelle der Pénitents Blancs
- Kapelle Notre-Dame-d’Espérance im Ogivalstil (19. Jahrhundert)
- Votivkapelle St-Placide mit Glockengiebel (1720)
- Kapelle Notre-Dame-de-Courennes
- Ehemaliges Priorat St-Pierre im romanischen Stil